# Nephasoma constrictum
Nephasoma constrictum är en stjärnmaskart som först beskrevs av Rowland Southern 1913.  Nephasoma constrictum ingår i släktet Nephasoma och familjen Golfingiidae. Inga underarter finns listade i Catalogue of Life.